# Бригада Италија
Народноослободилачка италијанска бригада „Италија” формирана је у Београду непосредно после ослобођења града, 28. октобра 1944. године у саставу Прве пролетерске дивизије. Настала је од батаљона „Ђузепе Гарибалди", који је био у Првој пролетерској бригади, и батаљона „Ђакомо Матеоти" из Треће крајишке пролетерске бригаде. Како се бригади прикључио велики број Италијана ослобођених из немачких концентрационих логора, формиран је 3. батаљон „Гофредо Мамели". Пред полазак из Београда на Сремски фронт, 22. новембра 1944, бригада је имала укупно 2283 борца. Тада је био образован и 4. батаљон „Фратели Бандијера." Бригада се истакла у пробоју Сремског фронта и гоњењу окупаторско-квислиншких снага према Загребу и касније до краја рата.
Крајем јуна бригада је преименована у дивизију „Италија” и 2. јула са целокупним наоружањем упућена у Италију (око 5.000 бораца), где је у рејону Удина расформирана 7. јула 1945. године.
Бригада је одликована Орденом заслуга за народ и Орденом братства и јединства.